# Liste der Baudenkmäler in Saulgrub

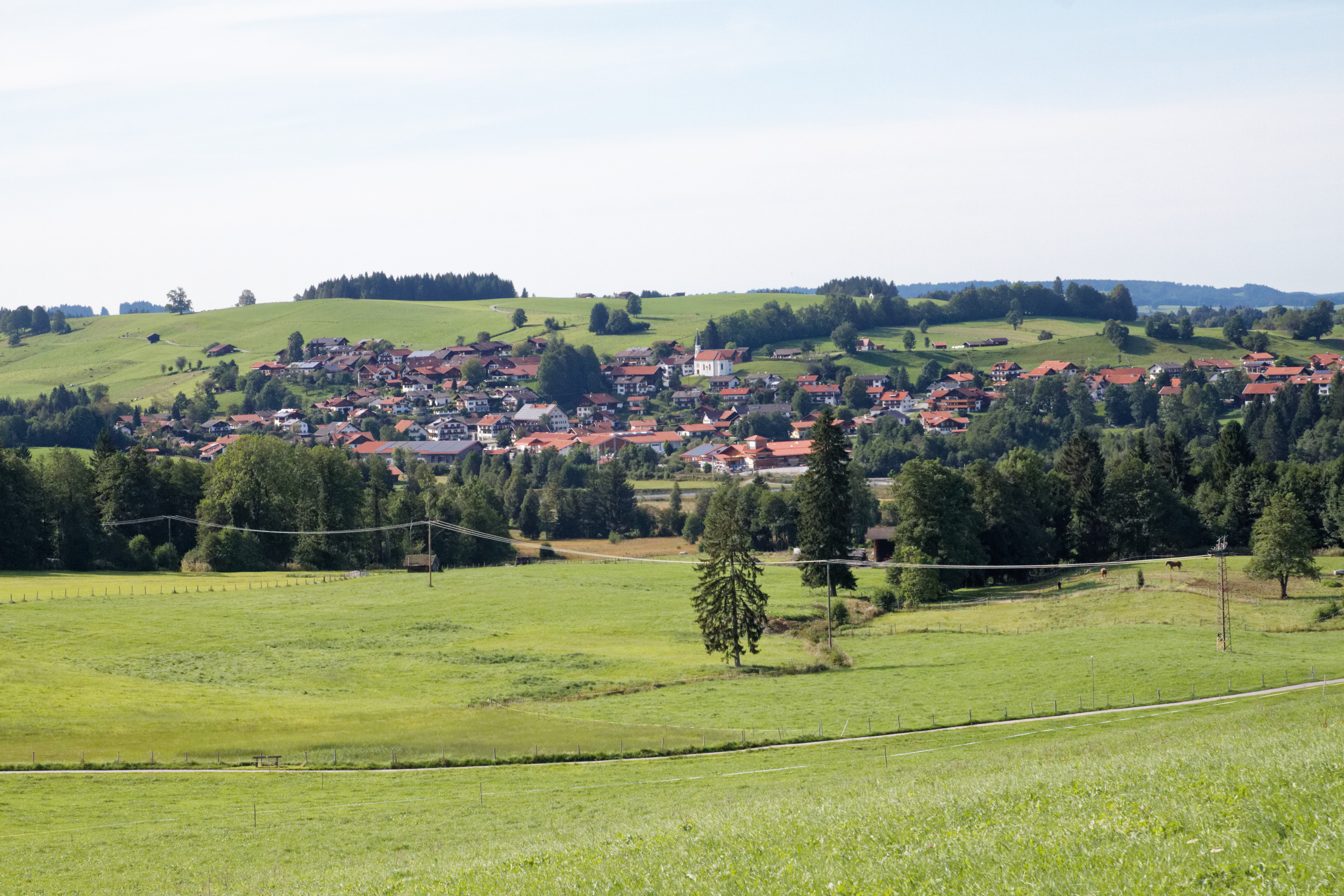
Blick auf Saulgrub

Auf dieser Seite sind die Baudenkmäler in der oberbayerischen Gemeinde Saulgrub zusammengestellt. Diese Tabelle ist eine Teilliste der Liste der Baudenkmäler in Bayern. Grundlage ist die Bayerische Denkmalliste, die auf Basis des Bayerischen Denkmalschutzgesetzes vom 1. Oktober 1973 erstmals erstellt wurde und seither durch das Bayerische Landesamt für Denkmalpflege geführt wird. Die folgenden Angaben ersetzen nicht die rechtsverbindliche Auskunft der Denkmalschutzbehörde.

## Baudenkmäler nach Ortsteilen

### Saulgrub
| Lage                      | Objekt         | Beschreibung | Akten-Nr.                       | Bild           |
| ------------------------- | -------------- | --- | ------------------------------- | -------------- |
| Bahnhofweg 4 (Standort)   | Bahnhof        | erdgeschossiger halbgewalmter Mansarddachbau mit geschlämmtem ziegelsichtigen Flachsatteldachanbau, 1898.                      | D-1-80-129-2                    | weitere Bilder |
| Dorfstraße 12 (Standort)  | St. Franziskus | Katholische Filialkirche, neugotischer Saalraum mit eingezogenem Chor und Westturm, 1860; mit Ausstattung                      | D-1-80-129-1                    | weitere Bilder |
| Dorfstraße 16 (Standort)  | Bundwerk       | Zierbund am Ostgiebel, um 1700.                                                                                                | D-1-80-129-4 Wikidata           | weitere Bilder |
| Dorfstraße 23 (Standort)  | Getreidekasten | erdgeschossiger Blockbau, 2. Hälfte 16. Jahrhundert, Überbau modern.                                                           | D-1-80-129-5 Wikidata           | BW             |
| Dorfstraße 30 (Standort)  | Bundwerk       | traufseitig mit Aussägearbeiten, bezeichnet 1833.                                                                              | D-1-80-129-6 Wikidata           | weitere Bilder |
| Dorfstraße 30b (Standort) | Getreidekasten | zweigeschossiger Blockbau, Erdgeschoss 2. Hälfte 17. Jahrhundert, Obergeschoss Ende 18. Jahrhundert, Überbau und Laube modern. | D-1-80-129-6 zugehörig Wikidata | Getreidekasten |
| Höhenweg 3 (Standort)     | Bauernhaus     | zweigeschossiger Flachsatteldachbau mit Hochlaube am Zierbund, bezeichnet 1780.                                                | D-1-80-129-7 Wikidata           | weitere Bilder |

### Achele
| Lage                               | Objekt                    | Beschreibung | Akten-Nr.                        | Bild                      |
| ---------------------------------- | ------------------------- | --- | -------------------------------- | ------------------------- |
| Acheleschwaig 1 (Standort)         | Gutshof mit Gasthaus      | Ehemaliger Schwaighof, zweigeschossiger langgestreckter Flachsatteldachbau mit Kniestock, im Kern 18. Jahrhundert.                                               | D-1-80-129-9 Wikidata            | weitere Bilder            |
| Kammerl 1/2 (Standort)             | Wasserkraftwerk Kammerl   | errichtet 1897–99. | D-1-80-129-10 Wikidata           | weitere Bilder            |
| Wasserkraftwerk Kammerl (Standort) | Kanal                     | 1400 m langer Kanal mit Tunnel und Aquädukt über die Halbammer.                                                                                                  | D-1-80-129-10 zugehörig Wikidata | Kanal                     |
| Wasserkraftwerk Kammerl (Standort) | Einlaufbauwerk            | mit Wehr. | D-1-80-129-10 zugehörig Wikidata | Einlaufbauwerk            |
| Wasserkraftwerk Kammerl (Standort) | Unterirdische Rohrleitung | zum Kraftwerk. | D-1-80-129-10 zugehörig Wikidata | Unterirdische Rohrleitung |
| Wasserkraftwerk Kammerl (Standort) | Maschinenhaus             | geschlämmter lisenengegliederter Backsteinbau mit Flachsatteldach, giebelseitig vorgeblendeter Attika und Stichbogenfenstern, 1898; mit technischer Ausstattung. | D-1-80-129-10 zugehörig Wikidata | Maschinenhaus             |
| Wasserkraftwerk Kammerl (Standort) | Auslaufkanal              | betoniert in die Ammer | D-1-80-129-10 zugehörig Wikidata | Auslaufkanal              |
| Wasserkraftwerk Kammerl (Standort) | Wohnhaus                  | zweigeschossiger gegliederter Backsteinbau mit Satteldach, 1898.                                                                                                 | D-1-80-129-10 zugehörig Wikidata | Wohnhaus                  |
| Wasserkraftwerk Kammerl (Standort) | Waschhaus                 | zweigeschossiger kleiner Flachsatteldachbau, 1898. | D-1-80-129-10 zugehörig Wikidata | Waschhaus                 |

### Altenau
| Lage                           | Objekt                 | Beschreibung | Akten-Nr.                        | Bild           |
| ------------------------------ | ---------------------- | --- | -------------------------------- | -------------- |
| Archweg 8 (Standort)           | Ehemaliges Bauernhaus  | Flachsatteldachbau teilweise mit verputztem Blockbau-Obergeschoss und Zierbund, 2. Hälfte 18. Jahrhundert. | D-1-80-129-12 Wikidata           | weitere Bilder |
| Eckweg (Standort)              | Bauernhof              | Getreidekasten, erdgeschossiger Blockbau, Ende 16. Jahrhundert, Überbau mit Flachsatteldach Ende 18. Jahrhundert. | D-1-80-129-14 Wikidata           | Bauernhof      |
| Kochelstraße 4 (Standort)      | Ehemalige Saliterhütte | unverputzter Bruchsteinbau mit Satteldach und verbrettertem Giebelfeld, 18./19. Jahrhundert. | D-1-80-129-14 zugehörig Wikidata | weitere Bilder |
| Obere Dorfstraße 20 (Standort) | Bauernhaus             | zweigeschossiger Satteldachbau mit Traufbundwerk, bezeichnet 1843. | D-1-80-129-15 Wikidata           | BW             |
| Obere Dorfstraße 23 (Standort) | St. Anton              | Katholische Kuratienkirche, historisierender Saalbau mit eingezogenem Chor und Ostturm, 1845–48; mit Ausstattung | D-1-80-129-11                    | weitere Bilder |
| Untere Dorfstraße 5 (Standort) | Getreidekasten         | zweigeschossiger Blockbau, Unterteil Ende 16. Jahrhundert, Oberteil Mitte 17. Jahrhundert, Flachsatteldach-Überbau 18./19. Jahrhundert. | D-1-80-129-16 Wikidata           | BW             |
| Untere Dorfstraße 7 (Standort) | Einfirsthof            | zweigeschossiger Flachsatteldachbau in Rundblockbauweise mit traufseitiger Laube am verputzten Wohnteil und verbretterten Wirtschaftsteil, Wirtschaftsteil dendrochronologisch datiert 1520, Wohnteil dendrochronologisch datiert 1527, Dachwerk dendrochronologisch datiert 1605, Anbau des südwestlichen Pferdestalls als verbretterter Blockbau um 1605, Anbau des nordwestlichen massiven Kuhstalls um 1900. | D-1-80-129-17 Wikidata           | weitere Bilder |

### Wurmansau
| Lage                           | Objekt             | Beschreibung                                                         | Akten-Nr.              | Bild           |
| ------------------------------ | ------------------ | -------------------------------------------------------------------- | ---------------------- | -------------- |
| Alte Römerstraße 16 (Standort) | Kapelle St. Joseph | barocker Satteldachbau mit Zwiebel-Dachreiter, 1778; mit Ausstattung | D-1-80-129-18          | weitere Bilder |
| Wieskopfweg 1 (Standort)       | Getreidekasten     | erdgeschossiger Blockbau, 2. Hälfte 16. Jahrhundert, Überbau später. | D-1-80-129-19 Wikidata | Getreidekasten |

## Ehemalige Baudenkmäler
In diesem Abschnitt sind Objekte aufgeführt, die früher einmal in der Denkmalliste eingetragen waren, jetzt aber nicht mehr. Objekte, die in anderem Zusammenhang also z. B. als Teil eines Baudenkmals weiter eingetragen sind, sollen hier nicht aufgeführt werden. Aktennummern in diesem Abschnitt sind ehemalige, jetzt nicht mehr gültige Aktennummern.

| Lage                            | Objekt     | Beschreibung                                                   | Akten-Nr.             | Bild       |
| ------------------------------- | ---------- | -------------------------------------------------------------- | --------------------- | ---------- |
| Ammergauer Straße 14 (Standort) | Bauernhaus | verputzter Holzbau mit Traufbundwerk, 18. und 19. Jahrhundert. | D-1-80-129-3 Wikidata | Bauernhaus |